# Gollahalli, Malur
Gollahalli là một làng thuộc tehsil Malur, huyện Kolar, bang Karnataka, Ấn Độ.